# 中华光尾鲨
中华光尾鲨（学名：Apristurus sinensis）为猫鲨科光尾鲨属的鱼类。在中国，分布于南海、东海等海域。为卵生。中华光尾鲨现时仅有一个于中国南海水深537米处采集到的模式标本。Apristurus sinensis这一学名亦被用于澳大利亚东南部和西部海域的一种猫鲨科物种，但两者可能是不同的物种。在其分类明确前，国际自然保护联盟将其列为数据缺乏。
其种加词“sinensis”意为“中华的”。